# Bąk (gmina Karsin)
Bąk (dodatkowa nazwa w j. kaszub. Bąk; niem. Bonk) – wieś kaszubska w Polsce, położona w województwie pomorskim, w powiecie kościerskim, w gminie Karsin.
W latach 1975–1998 miejscowość administracyjnie należała do województwa gdańskiego.
Zachowane ruiny młyna wodnego.